# Suilma Aali
Suilma Aali (en hassanía: اسويلمة عالي) (3 de noviembre de 1973, Madrid), es una compositora y cantante hispano-saharaui, que fusiona a través de su música sus raíces y su identidad.

## Biografía
Nació en Madrid, de madre gallega y padre saharaui. Canta, compone y toca la guitarra desde que era pequeña de forma autodidacta. Empezó en el coro del colegio y siguió formándose en técnica vocal, guitarra, armonía y piano, formando parte de bandas de música rock, funk y soul. Estudió danza clásica y moderna, dibujo e interpretación.
Trabajó como bailarina a los 18 y 19 años mientras compaginaba esta faceta con la música y con sus estudios en la Facultad de Periodismo de la Universidad Complutense de Madrid donde estuvo dos años para posteriormente cursar otros dos años Filosofía en la Universidad Autónoma de Madrid.

### Trayectoria musical
La música se fue imponiendo como prioridad en su vida y abandonó las dos carreras que había comenzado y también la danza. Ha trabajado como cantante profesional con multitud de artistas nacionales e internacionales en giras, grabaciones y televisión. También ha coqueteado con la interpretación haciendo personajes en episodios en series de televisión, cortometrajes, teatro y musical. Desde el 2012, fecha del lanzamiento de su primer álbum en solitario, está volcada en su proyecto personal. 
Como cantante profesional tiene una amplia carrera acompañando a artistas de talla internacional en sus grabaciones y giras como Rosana, Isabel Pantoja, Marta Sánchez, Nacho Campillo. Ha formado parte del equipo musical de programas como La Voz y Cover Night entre otros. Como solista ha estado en diversas formaciones musicales y colaboraciones tales como varios duetos con el cineasta y cantante de jazz Javier Elorrieta, en sus discos Temps d Aimer y Souvenir Souvenir.
Sus canciones son una mezcla de ritmos y estilos afro-árabes, latinos y flamenco-españoles. En ellas se entremezclan los estilos musicales de soul, jazz, pop y folk.

### Trayectoria activista
Autora de opinión y compromiso, ha participado en conciertos como El Eventazo Feminista, Ellas por el Sáhara 2019, Poesía de resistencia a la ocupación de Palestina 2024, en el concierto tras La Marcha por el Clima con motivo de la Cumbre sobre el cambio climático que tuvo lugar en Madrid en 2019, en el Festival Maré Compostela 2021 y en julio de 2024 ha formado parte del cartel del Festival de Jazz de Talavera de la Reina. Es cantante colaboradora habitual del Laboratorio Teatral Feminista, "Cómo me pone la lavadora" dirigido por Beatriz Santiago. Forma parte del cartel en gira “Ellas dan la nota”, liderado por Cristina del Valle desde el 2022.

## Discografía
Su primer álbum vio la luz en 2012,  ´AALI´. Lo componen un total de 10 canciones en colaboración con Nico Roca y coproducidas por Jorge Gracía Malax. En 2015 forma parte del soundtrack de la película documental ´Coria y el mar ´ dirigida por Diana Nava. Para ello, compone y canta la canción del mismo nombre del documental, que trata sobre las mujeres saharauis. En 2016 conforma el dúo ´MIMA & dREIRA´ junto al guitarrista Javier Pedreira, sacan el dico ´Musas´.
En 2019 sale su EP ´Flor Amarilla´ producido por la cantante junto a Nico Roca. En 2023 saca ´El Final´ un sencillo producido por el productor y guitarrista cubano Dayan Abad.  En 2024 sale su sencillo ´Ana Saharauia´ y en 2025 ´No quedan lágrimas', ambos producidos por la propia cantante junto a Nico Roca.
En 2025 sacó su nueva canción ´No Quedan Lágrimas´ que surge del dolor y la impotencia sobre el genocidio del pueblo palestino. Este tema fue grabado junto a Los Álvarez, formando por Nico Álvarez, Dani Álvarez y Nico Roca.

## Filmografía
En 2020 presenta y narra el documental ´Ocupación SA´, un proyecto de Mundubat dirigido por Laura Daudén  y Sebastián Ruiz Cabrera. En 2022 colaboró con su testimonio y música en el documental ´AIMRA, tierra de nadie´. En 2025 coprotagonizó y compuso la canción original de la película documental El secreto de la duna de Chinguetti, junto al escritor, poeta y antropólogo saharaui Bahia Mahmud Awad. 

## Vida privada
Con su pareja, el músico y productor musical argentino Nico Roca, tienen una hija, Uma Roca, cantante, compositora y actriz.
Su hermana Sukina Aali-Taleb es periodista, escritora, poeta y docente.  Tiene dos hermanos más, Melika Aali-Taleb Fernández, ingeniera naval,  y Hussein Aali-Taleb Fernández (Cunqueiro), artesano de la madera y tornero.